# Cuçac (Alier)
Cucet (en francès, Cusset) és un municipi francès del departament de l'Alier, a la regió d'Alvèrnia-Roine-Alps.